# چوبکاری
چوبکاری بخشی از نجاری است که شامل اتصال دادن قطعات چوبی ، الوار(تخته)های مهندسی شده یا جایگزین های مصنوعی (مانند لمینت) برای تولید اقلام پیچیده تر است. برخی نجاران، برای اتصالات نجاری از چسب، پیچ مکانیکی یا بست استفاده می‌کنند، این در حالی است که برخی دیگر فقط از عناصر چوبی یا به عبارتی خود چوب استفاده می کنند (مانند رولپلاک ها یا اتصالات چوبی ساده).

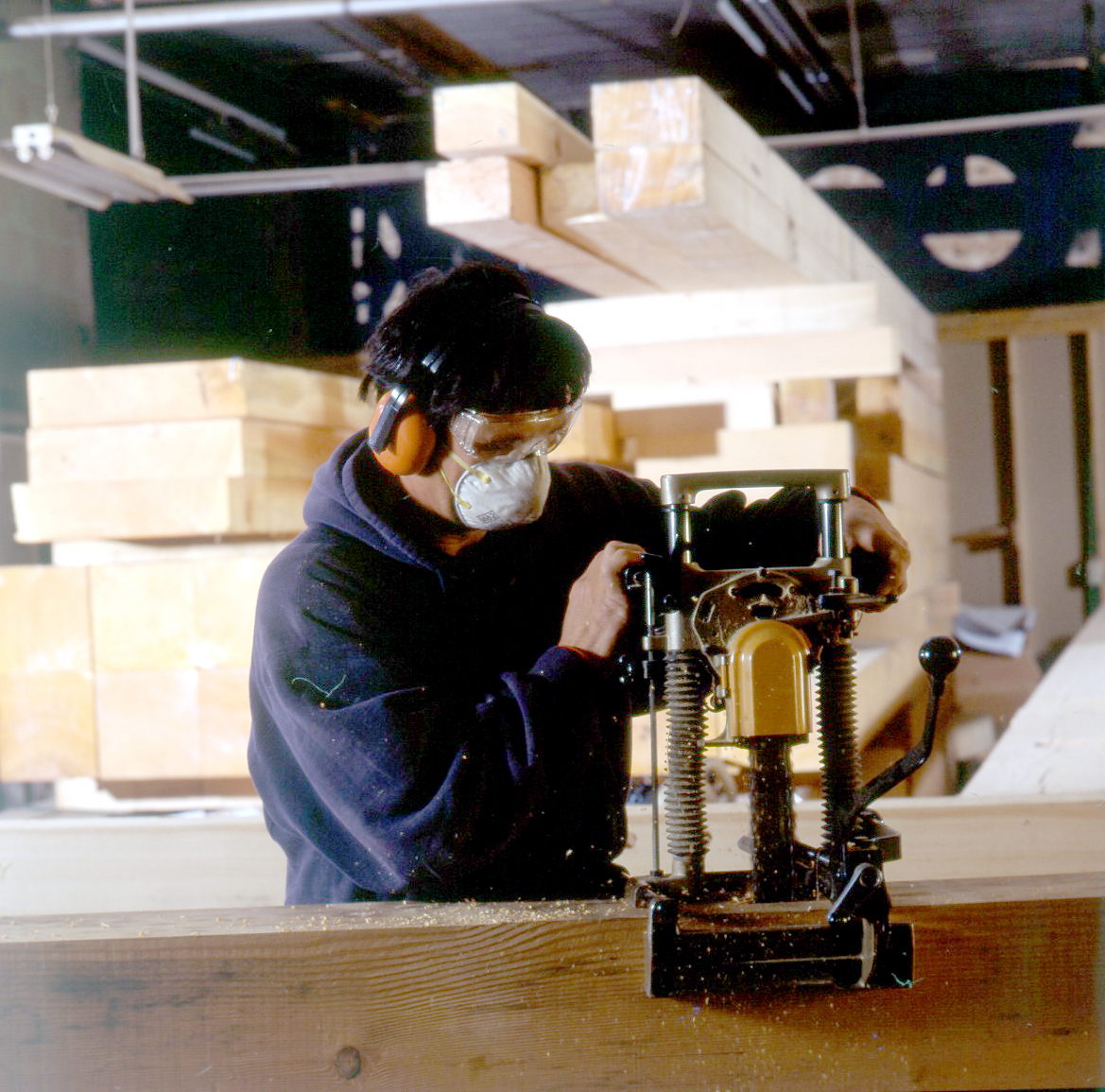
یک نجار از یک دستگاه خراش زنجیری برای بریدن یک گلدان بزرگ استفاده می کند

ویژگی ها و خواص اتصالات چوبی (از جمله استحکام، انعطاف پذیری، چقرمگی، ظاهر و غیره)، از خواص مواد استفاده شده و از هدف اتصال داده شده ناشی می شوند. بنابراین، تکنیک های چوبکاری مختلف برای برآورده کردن نیاز های مورد نظر استفاده می شود. به عنوان مثال، چوبکاری برای ساخت یک خانه ، ممکن است با چوبکاری برای ساخت کابینت یا مبلمان متفاوت باشد، اگرچه که برخی از مفاهیم و عملیات با هم همپوشانی دارند. در انگلیسی بریتانیایی(British)، چوبکاری از نجاری متمایز می شود. نجاری نوعی کار چوبی(الوار) ساختاری در نظر گرفته می شود.  در مناطق دیگر چوبکاری نوعی نجاری محسوب می شود.

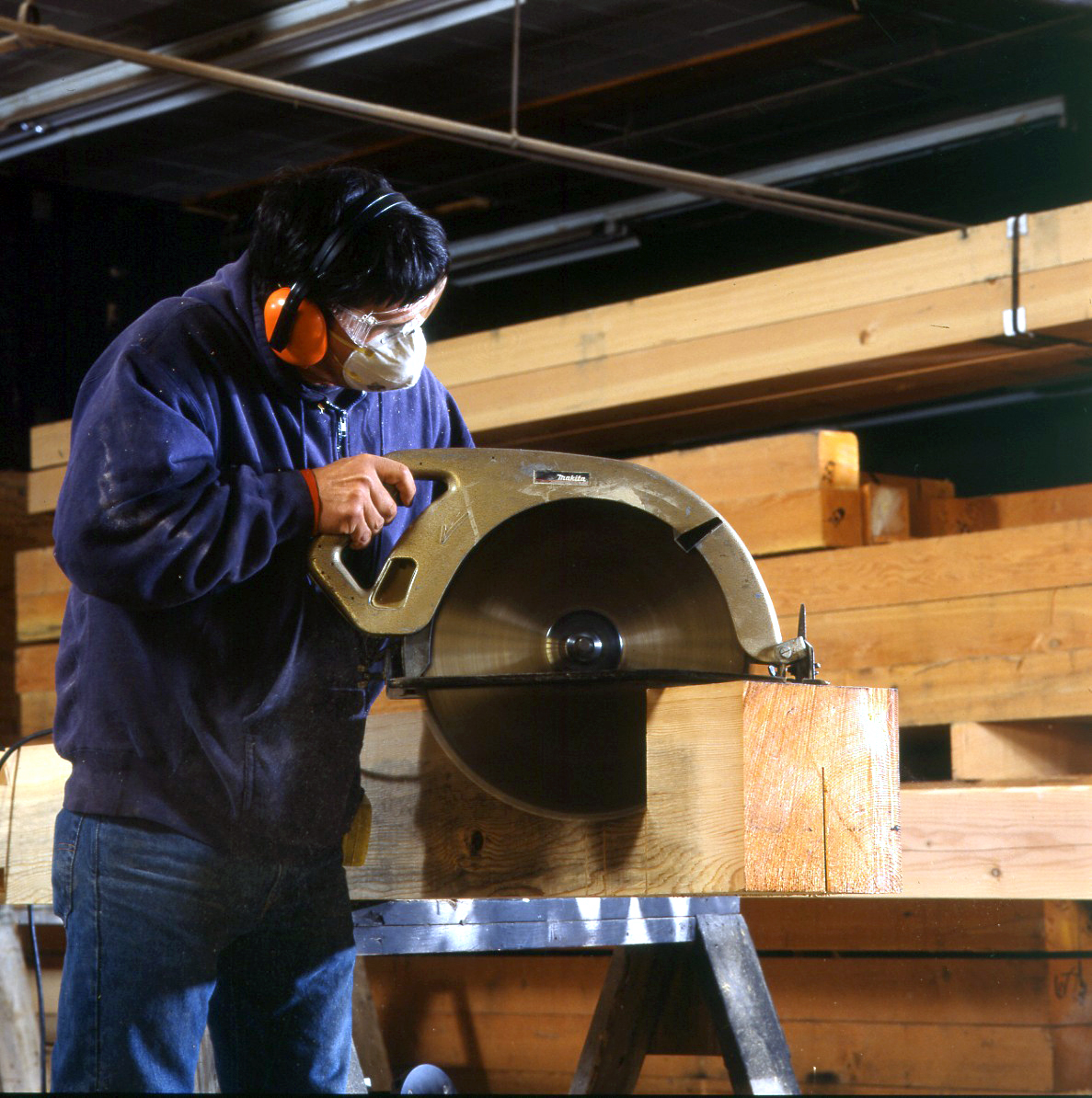
یک کارگر از یک اره دایروی بزرگ برای برش اتصالات استفاده می کند

## تاریخچه
بسیاری از روش‌های سنتی چوبکاری از خواص متمایز کننده چوب استفاده می‌کنند، که غالبا بدون استفاده از بست‌(پیچ)های مکانیکی یا چسب است. در حالیکه در هر فرهنگ برای نجاری، یک سنت چوبکاری وجود دارد، اما تکنیک‌های اتصالات چوبی به‌ویژه در سنت‌های هندی، چینی، اروپایی و ژاپنی به‌خوبی مستند شده و مورد توجه قرار گرفته‌اند. به علت وجود نمونه‌های فیزیکی هندی و مصری از سلسله های اول، به ما نشان میدهند که در مبلمان، از اتصالات پیچیده مانند دم‌چلچله(Dovetail)، در بیش از 5000 سال پیش استفاده شده است. این سنت به دیگر سبک های غربی اخیر ادامه یافت. دیدرو(Diderot) ، نویسنده قرن 18، بیش از ۹۰ تصویر با جزییات دقیق از اتصالات چوبی برای ساخت سازه‌ها تنها در دایرةالمعارف جامع خود که در سال ۱۷۶۵ منتشر شد، گنجاند  در حالی که تکنیک های غربی بر پنهان کردن اتصالات تمرکز داشتند، جوامع شرقی(اگرچه بعدها) تلاشی برای "پنهان کردن" اتصالات خود نکردند. سنت های ژاپنی و چینی به ویژه، مجبور بودند  از صدها نوع اتصال استفاده کنند. دلیل آن این بود که میخ‌ها و چسب‌های استفاده‌شده به خوبی در برابر دماهای به‌شدت متغیر و شرایط آب و هوایی مرطوب در بیشتر مناطق آسیای مرکزی و جنوب شرقی مقاومت لازم را نداشتند.  همچنین، چوب‌های بسیار صمغی که در مبلمان سنتی چینی استفاده می‌شود، به خوبی نمی‌چسبند، حتی اگر با حلال‌ها تمیز شوند و با استفاده از چسب‌های مدرن وصل شوند.

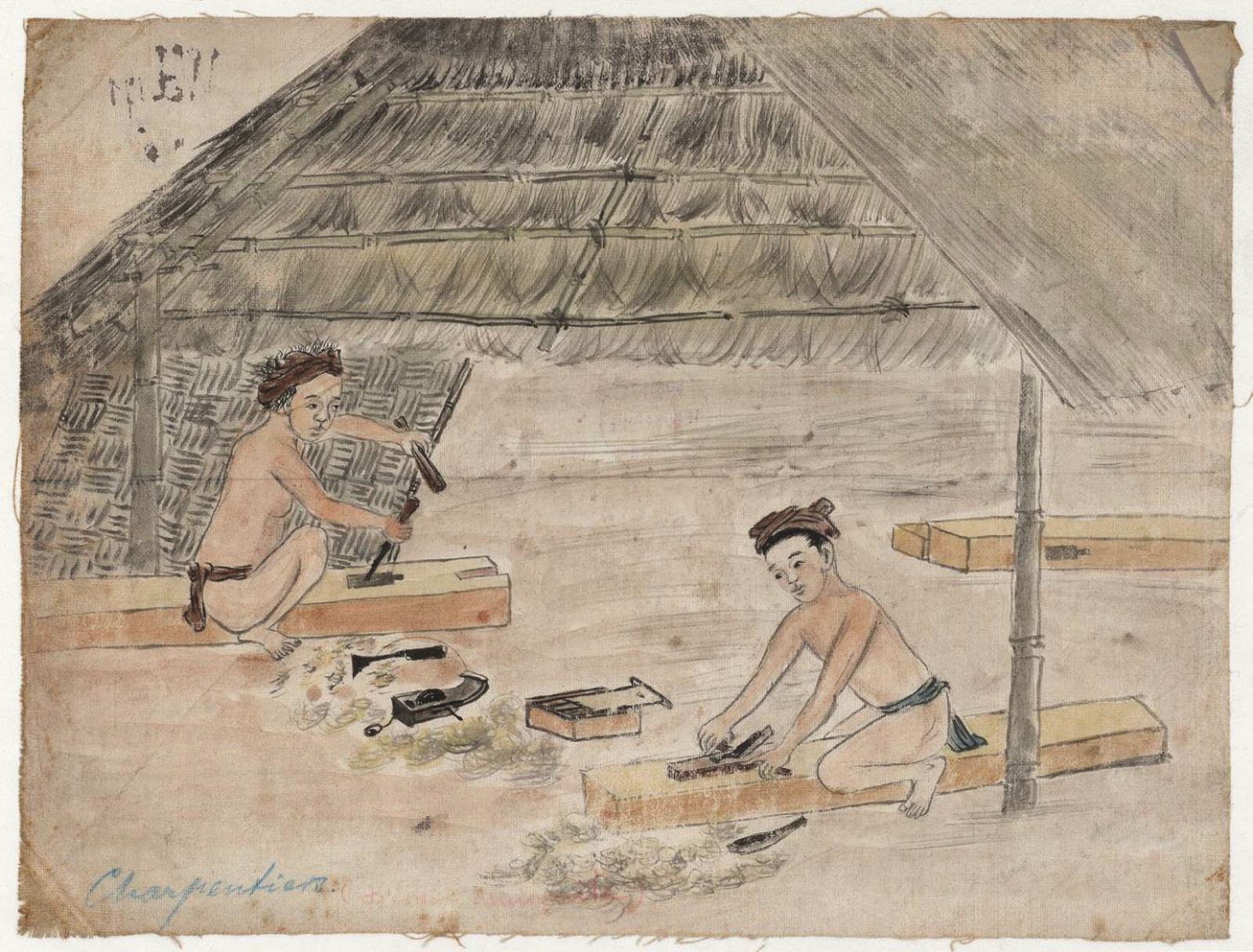
چوبکاری در ویتنام سال 1923

همانطور که تجارت مدرنیزه شد، پیشرفت های جدید برای کمک به سرعت بخشیدن، ساده سازی یا بهبود چوبکاری ایجاد شده اند. در کنار ادغام فرمولاسیون های مختلف چسب، تکنیک های جدیدتر اتصالات مکانیکی شامل اتصالات "بیسکویتی" و "دومینویی" و اتصالات پیچی جیبی است.

## خواص چوب
بسیاری از تکنیک‌های اتصالات چوبی یا به این واقعیت تکیه می‌کنند یا آن را جبران می‌کنند که چوب  ناهمسانگرد است یعنی خواص مواد آن در ابعاد مختلف متفاوت است.
این موضوع باید در هنگام اتصال قطعات چوبی به یکدیگر در نظر گرفته شود، در غیر این صورت اتصال انجام شده به شکست منجر میشود. چسباندن تخته های دارای دانه های عمود بر یکدیگر، اغلب دلیل تخته های ترک خورده یا شکستگی اتصالات است. برخی از مبلمان در قرن 18، در حالی که توسط استادکاران ساخته شده بودند، این موضوع را در نظر نگرفتند. نتیجه، کار استادانه ای است که ممکن است از شکستگی پایه های براکت رنج ببرد، که اغلب با یک بلوک چسبانده شده بود که عمود بر قطعات پایه قرار داشت. بلوک‌ها با استفاده از چسب و میخ به هم متصل شده بودند که منجر به انبساط و انقباض نابرابر بین قطعات شد. این مسئله همچنین علت ترک خوردن تخته‌های پهنی بود که در آن دوره به طور معمول در دسترس و مورد استفاده قرار می‌گرفتند.
در نجاری مدرن، این موضوع حتی حیاتی‌تر است، زیرا که گرمایش و تهویه مطبوع باعث ایجاد نیازهای تنفسی شدیدتری بین محیط و الیاف داخلی چوب می‌شود. تمام اتصالات نجاری باید این تغییرات را در نظر بگیرند و اجازه حرکت ناشی از این تغییرات را بدهند. هر گونه چوب دارای نرخ تنفسی کلی است؛ زمان فرضی عمومی برای سازگاری یک تخته با محیط آن، یک سال برای هر اینچ از ضخامت است. در آماده‌سازی چوب خام برای استفاده نهایی به عنوان مبلمان یا سازه‌ها، باید به تنفس نامنظم و تغییرات در ابعاد چوب و همچنین ترک‌خوردگی یا شکافتگی توجه شود.

## استحکام
چوب زمانی که در راستای طول دانه (محوری) تحت تنش قرار می گیرد قوی تر از زمانی است که در راستای عرض دانه (به صورت شعاعی و مماسی)  تحت تنش قرار می گیرد. چوب یک ماده کامپوزیت طبیعی است. رشته های موازی الیاف(فیبر) سلولزی توسط یک چسب لیگنین به هم متصل می شوند. این زنجیره‌های طولانی از الیاف، چوب را با مقاومت در برابر فشار و توزیع بار در طول تخته، به‌طور استثنایی قوی می‌کنند. علاوه بر این، سلولز سخت‌تر از لیگنین است، که این موضوع با سهولت نسبی شکافتن چوب در امتداد رگه‌ها در مقایسه با شکافتن آن در عرض رگه‌ها نشان داده می‌شود.
گونه‌های مختلف چوب دارای سطوح مقاومت متفاوتی هستند و مقاومت دقیق ممکن است از نمونه‌ای به نمونه دیگر متفاوت باشد. همچنین، گونه‌ها ممکن است از نظر طول، چگالی و موازی بودن رشته‌های سلولزی خود تفاوت داشته باشند.

## ثبات ابعادی
الوار(تخته های چوبی) در پاسخ به رطوبت منبسط و منقبض می شوند، که معمولاً این انبساط و انقباض بسیار کمتر در جهت طولی رخ میدهد تا جهت شعاعی یا مماسی. درختان به عنوان تراکئوفیت (گیاهان آوندی) دارای بافت‌های لیگنینی هستند که منابعی مانند آب، مواد معدنی و محصولات فتوسنتزی را به بالا و پایین گیاه منتقل می‌کنند. اگرچه چوب حاصل از درخت بریده شده دیگر زنده نیست، این بافت‌ها همچنان آب را جذب و دفع می‌کنند که باعث تورم و انقباض چوب متناسب با تغییرات رطوبت می‌شود.  هنگامی که ثبات ابعادی چوب در درجه اول اهمیت قرار دارد، الوار یک چهارم اره شده یا بریده بریده بیشتر مورد پسند تر هستند زیرا الگوی دانه آن ثابت است و بنابراین کمتر به رطوبت واکنش نشان می دهد.

## مواد مورد استفاده برای اتصال

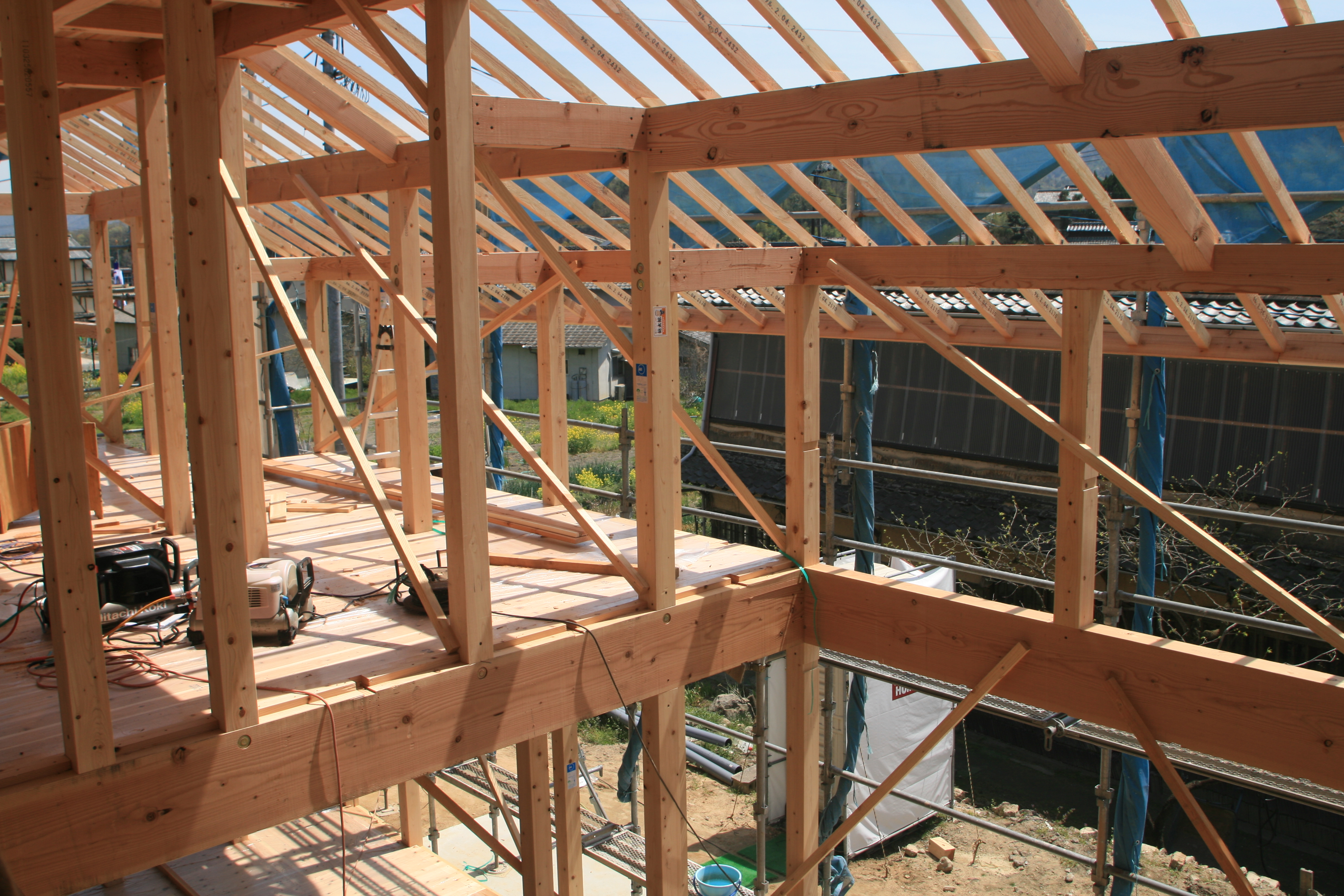
قاب‌بندی خانه با تیر و ستون متصل به پین

- رولپلاک ها می توانند اطمینان خاطر ایجاد کنند تا اتصالات چوبی بدون استفاده از چسب یا بست های مکانیکی محکم نگه داشته شوند، همانطور که در مورتز و تنون سنجاق دار می باشد.
- چسب، برای اتصال الوار در زمانی بسیار موثر است که هر دو سطح اتصال دارای دانه های لبه ای هستند. اتصالی که به درستی چسبانده شده است یا به عبارتی اتصالی که در آن از چسب استفاده شده است میتوانند به اندازه یک تکه چوب قوی یا حتی قوی تر باشد. چسب حیوانی که حلال در آب است، اتصالاتی ایجاد می کند که می توان با استفاده از بخار آب آن را جدا کرد تا پیوند را نرم کند.
- اتصال دهنده های مکانیکی مختلفی میتوان استفاده کرد که ساده ترین آنها میخ و پیچ است. چسب و بست را می توان با هم استفاده کرد.

## تقویت کننده مفاصل

یک مفصل رولپلاک فرو رفته

رولپلاک :یک میله کوچک در داخل مفصل استفاده می شود تا هم به تراز کردن و هم برای افزایش استحکام مفصل کمک کند. اتصالات سنتی مانند اتصالات لب به لب، صرفا از الوارهای طبیعی در آنها استفاده شده است زیرا که به مواد دیگری غیر از خود الوار نیاز ندارند. اتصالات رولپلاک همچنین برای چسباندن مواد کامپوزیتی ضعیف‌تر و ارزان‌تر مانند تخته نئوپان(chipboard) با سطح لمینت کاربردی و مناسب هستندعلاوه بر این در جاهایی که ابزارهای نجاری محدود در دسترس هستند  نیز مفید هستند (زیرا فقط نیاز است سوراخ‌های ساده حفر شوند برای قرار دادن رولپلاک‌ها). نوع گونه‌های چوبی رولپلاک ممکن است با قطعه کلی متفاوت باشد تا استحکام و هزینه را متعادل کند، و برخی از چوبکاری‌ها ممکن است انتهای رولپلاک را به عنوان بخشی از طراحی قطعه نمایان کنند.
- تصالات بیسکویتی: یک "بیسکویت" چوبی از قبل آماده شده در یک شکاف از پیش برش خورده قرار داده می شود تا به تراز کردن لبه یا اتصال لب به لب هنگام چسباندن کمک کند.
- وصال دومینو: شکلی از وصال بیسکویت با علامت تجاری، با استفاده از یک تکه چوب پیش ساخته که بزرگتر از یک بیسکویت سنتی است و به عنوان "دومینو" شناخته می شود. وصال دومینویی برخی از مزایای رولپلاک و بیسکویت را دارد.

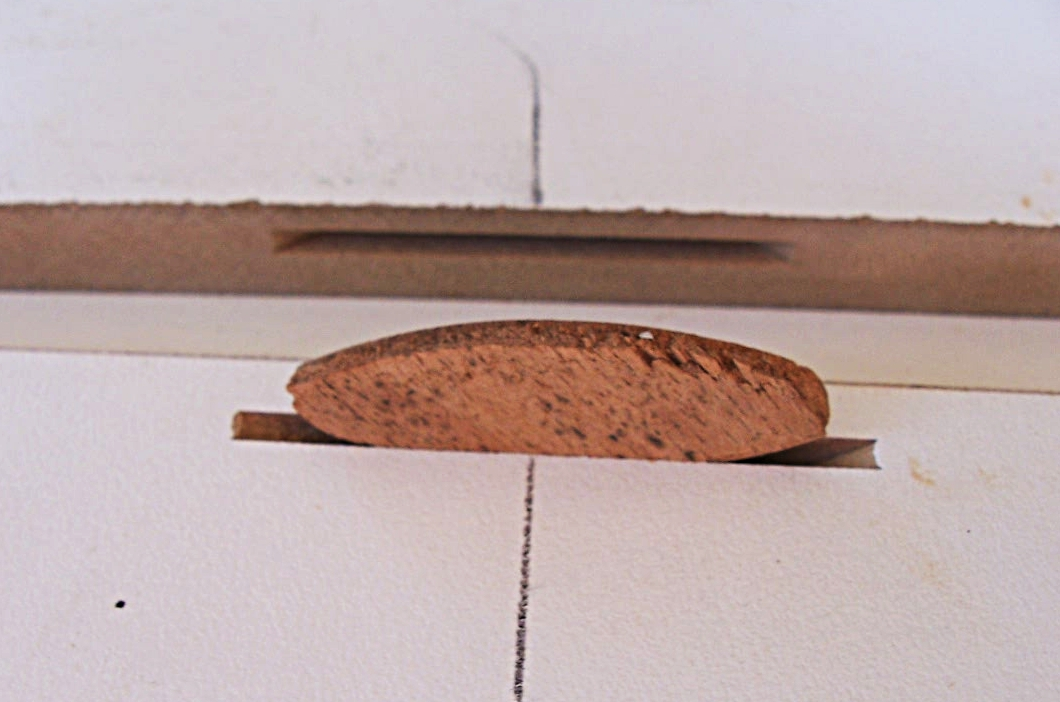
یک بیسکوییت سنتی چوبی در جلوی شیار بریده شده برای قرارگیری آن

## انواع اتصالات چوبی
سنتی:مفاصلی که غالبا به آنها اشاره میشود، از سنت های تاریخی غربی منتقل شده اند. در ادامه جدول انواع اتصالات ارائه شده است.
| Joint                      | Image | Description |
| -------------------------- | ----- | --- |
| اتصال لبه ای               |       | "انتهای یک تکه چوب به قطعه دیگری چوب به صورت لبه ای چسبیده است. این ساده‌ترین و ضعیف‌ترین اتصال است. از این نوع‌ اتصالات، می‌توان به موارد زیر اشاره کرد: الف) اتصال لبه ای تی، ب) اتصال لبه ای سر به سر، ج) اتصال لبه ای تیز و د) اتصال لبه به لبه." |
| اتصال پوشانی (همپوشانی)    |       | انتهای یک تکه چوب بر روی یک تکه چوب دیگر قرار داده میشود و به هم اتصال داده میشوند. به علت سطح تماس زیاد دانه های بزرگ به بزرگ و سطح پوشیده شده توسط چسب، این نوع اتصال بسیار مستحکم است. |
| اتصال زبانه ای یا شیار دار |       | که همچنین به نام‌های کام و زبانه باز، کام و زبانه عبوری باز، یا اتصال زبان و چنگال شناخته می‌شود، این اتصال به گونه ای است که کام عبوری از یک طرف باز بوده و شکلی شبیه به چنگال تشکیل می‌دهد. قطعه متصل، دارای زبانه عبوری یا اتصال گردن‌دار است. اتصالات زبانه ای معمولاً برای اتصال رأس تیرهای شیروانی استفاده می‌شوند و همچنین در اتصالات قیچی و گاهی در اتصالات گوشه‌ای الوار کشاورزی و در سازه‌های چوبی کاربرد دارند. |
| اتصال کام و زبانی          |       | یک برآمدگی کوچک (زبانه) به طور محکم در یک سوراخ بریده شده برای آن (کام) جا می‌گیرد. این مشخصه‌ای از مبلمان سبک تبلیغاتی بوده و همچنین روش سنتی اتصال اعضای قاب و پنل در بسیاری از طراحی‌ها است. می‌توان آن را به‌عنوان یک اتصال زبانه ای کاملاً پوشیده در نظر گرفت. این اتصال بسیار محبوب و مستحکم است، با قابلیت متغیر بودن در طراحی زبانه، ظاهر و فشار مکانیکی.                                                        |
| اتصال رولپلاکی             |       | انتهای یک تکه چوب به قطعه دیگری چوب چسبیده است. این اتصال با استفاده از میخ‌های چوبی تقویت می‌شود. این نوع اتصال به دلیل توانایی سرعت ساخت با ماشین‌آلات خط تولید، بسیار رایج بوده و در نتیجه در مبلمان تولیدی کارخانه‌ها بسیار استفاده می‌شود. |
| اتصال پیچ متقاطع           |       | یک رولپلاک فلزی رزوه‌دار در یک شکاف سوراخ شده قرار می‌گیرد. سپس یک پیچ از طریق یک شکاف مخالف وارد شده و برای ایجاد اثر کششی سفت می شود. این نوع اتصال یک اتصال بسیار رایج در مبلمان کارخانه ای است. |
| اتصال تیز                  |       | شبیه به مفصل لب به لب، اما هر دو قطعه اریب شده اند (معمولاً با زاویه 45 درجه). |
| اتصال جعبه ای              |       | مفصل گوشه ای با انگشتان مربعی به هم پیوسته. فشار را از دو جهت دریافت می کند. |
| اتصال دم چلچله‌ای           |       | شکلی از اتصال جعبه ای که در آن انگشتان با برش های مورب به هم قفل می شوند. |
| اتصال دادو                 |       | که به آن مفصل مسکن یا درز ترانشه نیز می گویند، شکافی بر روی دانه به صورت یک تکه بریده می شود تا قطعه دیگری در آن بنشیند. برای مثال، قفسه‌هایی روی قفسه کتاب که دارای شکاف‌هایی هستند که در کناره‌های قفسه بریده شده‌اند. |
| اتصال شیاری                |       | مثل مفصل دادو با این تفاوت که شکاف با دانه بریده می شود. گاهی اوقات به جای مفصل دادو به آن اشاره می شود. |
| کام و زبانه                |       | هر قطعه دارای یک شیار برش در سراسر یک لبه، و یک برآمدگی نازک و عمیق (زبان) در لبه مخالف است. اگر زبان غیر متصل باشد، به عنوان یک مفصل اسپلاین در نظر گرفته می شود. |
| اتصال دهانه پرنده          |       | که به آن برش منقار پرنده نیز گفته می شود، این مفصل در ساخت سقف استفاده می شود. یک برش V شکل در خرطومی، تیر را به صفحه دیوار متصل می‌کند.[1] |
| اتصال متقاطع               |       | مفصلی که در آن دو عضو با برداشتن مواد از هر یک در نقطه تقاطع به هم متصل می شوند تا روی هم قرار گیرند. |
| اتصال نیم و نیم            |       | مفصلی که برای اتصال دو عضو از سر به انتها استفاده می شود. |
| اتصال نیم‌لپی               |       | شکلی از اتصال لبه برای اتصال انتهای دو عضو با استفاده از برش های اریب. |
| اتصال ناپ                  |       | همچنین به نام های گوش ماهی و رولپلاک، گوش ماهی و میخ، [1] سنجاق و یارو، سنجاق و گوش ماهی، یا نیمه ماه نیز شناخته می شود. |

| مشترک              | تصویر | توضیحات |
| ------------------ | ----- | --- |
| چوبکاری سوراخ جیبی |       | یک پیچ متخلخل با زاویه به داخل مفصل رانده می شود.                                                                                  |
| بیسکویت            |       | یک بیضی چوبی به دو شکاف هلالی شکل مربوطه چسبانده شده است.                                                                          |
| مفصل تنون شناور    |       | همچنین به عنوان مفصل تنون شل شناخته می‌شود، نوعی اتصال خرطومی و تنون که در آن هر دو قطعه کار برای دریافت یک بند دو سر خمیده می‌شوند. |
| بخیه و چسب بزنید   |       | پانل های چوبی معمولاً با سیم مسی به طور موقت به یکدیگر محکم می شوند و به طور دائم با رزین اپوکسی در جای خود چسبانده می شوند.        |

## شرایط چوبکاری
هنگامی که مواد برای ایجاد یک اتصال نجاری بریده میشود یا برداشته میشود، سطوح به دست آمده دارای نام های زیر هستند: 
- گونه، سطح صاف موازی با سطح عضو مفصل که دانه های بلند را آشکار می کند
- شانه، سطح عمود بر صورت یا لبه عضو مفصل که دانه های انتهایی  را آشکار می کند

## چوبکاری به عنوان یک حرفه
نجار به صنعتگر و تاجری گفته می شود که با اتصال قطعات چوب ، به ویژه کارهای سبک تر  تر از کارهایی که نجار انجام می دهد، چیزهایی می سازد، از جمله مبلمان و «اتصالات» خانه، کشتی و غیره. یک نجار معمولاً اقلامی مانند درهای داخلی و خارجی، پنجره‌ها، پله‌ها، میزها، قفسه‌های کتاب، کابینت‌ها، مبلمان و غیره تولید می‌کند. در کشتی‌سازی، یک نجار دریایی ممکن است با مواد دیگری غیر از چوب مانند لینولئوم، فایبرگلاس، سخت‌افزار و واشر کار کند. 
اصطلاحات نجاری و نجار به طور معمول در کانادا، بریتانیا، استرالیا و نیوزیلند استفاده می‌شوند. این اصطلاح در آمریکا رایج نیست، اگرچه اتحادیه اصلی نجاران آمریکایی ، اتحادیه برادران نجار و وصالان آمریکا نامیده می شود.
در بریتانیا، یک کارآموز در مشاغل مرتبط با چوب می‌تواند بین نجاری کارگاهی یا نجاری و کار با چوب در محل انتخاب کند. نجاری کارگاهی شامل آماده‌سازی، تنظیم و ساخت اجزای نجاری است، در حالی که نجاری و کار با چوب در محل بر نصب اجزای نجاری و همچنین تنظیم و ساخت عناصر چوبی مورد استفاده در ساخت‌وساز تمرکز دارد.
در کانادا، نجاری به عنوان یک حرفه جدا از کار با چوب در نظر گرفته می‌شود. هر دو حرفه مسیر کارآموزی و گواهینامه قرمز مخصوص به خود را دارند.

## تاریخچه چوبکاری
در تاریخ فناوری در اروپا، نجاری توسعه قرون وسطایی ساخت قاب و پانل بود که به عنوان روشی برای مقابله با حرکت الوار به دلیل تغییرات رطوبت استفاده می‌شد. ساخت قاب و پانل در ساخت مبلمان مورد استفاده قرار گرفت. توسعه نجاری منجر به ظهور 'نجاران' شد، گروهی از کارگران چوب که از نجاران و آرک‌رایت‌ها متمایز بودند (آرک‌ها مرحله‌ای میانی بین صندوق تخته‌ای نجار و صندوق قاب‌دار بودند).
مفهوم اصلی نجاری تنها به طور دورادور با روش مدرن اتصالات چوبی مرتبط است، که کار نجاران است. این تکنیک جدید طی چندین قرن توسعه یافت و نجاران شروع به ساخت مبلمان پیچیده‌تر و اتاق‌های پانل‌دار کردند. کابینت‌سازی به تجارت مبلمان‌سازی متمایز خود نیز تبدیل شد، بنابراین وصال‌ها (با این نام) بیشتر با تجارت تابلوهای اتاق همراه شدند.
در اوج هنر نجاری (اواخر قرن هجدهم)، نجاران، نجاران کارگاهی و کابینت‌سازان همگی متمایز بودند و دوره‌های کارآموزی متفاوتی را می‌گذراندند.
در انگلیسی بریتانیایی ، اتصال دهنده یا چوبکار در محاوره به عنوان "چیپی" شناخته می شود. 